# ぶっかけ中出しアナルFUCK!
ぶっかけ中出しアナルFUCK!（ぶっかけなかだしアナルファック!）は、2014年に発売された小向美奈子主演のアダルトビデオ (DVD) である。同年のAV OPEN〜あなたが決める!セルアダルトビデオ日本一決定戦〜において、グランプリ -無差別級-部門、スーパーヘビー級部門の2部門で優勝した。

## 概要
小向美奈子のMOODYZ移籍第一弾作品である。2014年のAV OPEN〜あなたが決める!セルアダルトビデオ日本一決定戦〜においてグランプリ -無差別級-部門、スーパーヘビー級部門の2部門で優勝。小向は授賞式でのスピーチにて「1位取れなきゃ『AV辞める』と言ってました。だって、1位じゃなきゃ私がやる意味がないですからね」と本作への心境を述べている。
なお、本作発売後の2015年2月、小向が覚醒剤取締法違反容疑で逮捕されると、関連DVDの売り上げが軒並み大幅に上昇する事態になり、本作も同年2月7日18時時点のAmazon.co.jp売り上げランキングにおいて2位を記録した。

## 作品内容・評価
本作はタイトル通り、小向がヒトの精液を大量にぶっかけられて、連続膣内射精された挙げ句、肛門に男性器を挿入するアナルセックスまでするハードな内容である。各界の評価も高く、演出家ののテリー伊藤は本作を「素晴らしい作品」と称賛したほか、作家のリリー・フランキーは「私はこの1本で4回オナニーしましたからね。最初のトークで1回ヌイたぐらい。なかなか前に進まないんですよ」と自らの体験を踏まえて評価している。

## 関連作品
- MOODYZ小向美奈子全作品集（2015年、本作を収録）